# Paradigmeskift
Et paradigmeskift er et skift i tænkemåde eller et skift fra et paradigme til et andet. Begrebet blev introduceret af filosoffen Thomas Kuhn i det videnskabelige værk The Structure of Scientific Revolutions fra 1962.
Kuhns epistemologiske teori var, at der inden for en videnskab findes et dominerende paradigme i en tidsperiode. Den udfordres af nye paradigmer, hvis der findes nye videnskabelig paradigmer, som er bedre til at finde og løse videnskabelige problemer. De konkurrerende paradigmer kan eksistere samtidig over en tidsperiode, men når balancen skifter fra overvejende at have flest, der støtter det oprindelige paradigme, til at være flest, der støtter det nye paradigme, sker en videnskabelig revolution: et paradigmeskift.

## Eksempler
- Overgangen fra det geocentriske verdensbillede til det heliocentriske.
- Fra Isaac Newtons fysik til relativitetsteorien. Der gik mange år før relativitetsteorien blev anerkendt.
- Alfred Wegeners teori om kontinentaldriften blev først anerkendt efter mange år.
- Samfundsparadigmeskift fra landbrugssamfund til Industrisamfund.
- Fra Industrisamfund til Innovationssamfund.[1][2]